# Elephant Head, Arizona
Elephant Head je naseljeno područje za statističke svrhe u američkoj saveznoj državi Arizona. Prema popisu stanovništva iz 2010. u njemu je živjelo 612 stanovnika.